# Небезпечні ляльки занепокоєння
«Небезпечні ляльки занепокоєння» (англ. Dangerous Worry Dolls) — американський фільм жахів 2008 року.

## Сюжет
Єва відбуває термін за ґратами, зтикаючись з насильством і приниженням. Коли її відвідує маленька донька, вона отримує від неї особливий подарунок у вигляді дуже дрібних ляльок у скриньці. За словами дівчинки, вони чарівні — здатні прибрати всі занепокоєння, якщо на ніч укласти їх під подушку й заснути. Одного разу, коли вона піддається насильству наглядача, заплакана Єва засинає з ляльками, і раптом на ранок вони зникають, а в неї з'явилася сміливість і сила протистояти абсолютно всім.

## У ролях
- Джессіка Морріс — Єва
- Деб Снайдер — міс Івар
- Ентоні Діліо — Карл
- Мередіт Макклейн — Кайла Кім
- Чері Themer — Маус
- Сьюзен Ортіз — Алексіс
- Керін Карлсон — Ліз
- Рената Грін-Габер — тітка Кеті
- Пол Букадакіс — Рассел
- Ребека Крейн — дочка Єви

ув'язнені
- Еріал Ікс
- Мессі Стенч
- Мерайя Пасос
- Йоумі Чун
- Мішель Анаіс
- Тереза Джун Тао
- Холлі Істон
- Ребекка Вінсент